# Biblioteca Nacional de Cuba José Martí
La Biblioteca Nacional de Cuba José Martí (BNCJM) és la biblioteca principal del país i illa caribenya de Cuba, localitzada a la ciutat capital de l'Havana, creada el 18 d'octubre de 1901. Forma part d'un sistema nacional de més de 400 biblioteques distribuïdes per tota Cuba. Va començar com un arxiu amb una col·lecció personal, i avui dia alberga nombroses col·leccions i és el dipòsit legal del país. Posseeix una biblioteca digital i nombroses sales, alberga el tresor patrimonial documental, bibliogràfic, artístic i sonor del país, així com d'allò més representatiu de la cultura universal. Rep el seu nom en honor de l'heroi nacional cubà José Martí. El seu primer director, des que es creà el 1901 i fins a l'any 1920, fou Domingo Figarola Caneda. Des de l'abril del 2007 el seu director és Eduardo Torres Cuevas.